# Rivière Southwest
La rivière Southwest est une rivière canadienne dans le comté de Queens sur l'Île-du-Prince-Édouard. La rivière coule vers le nord-est dans le port de baie New London.